# Аристобул I
Вижте пояснителната страница за други личности с името Аристобул.
Аристобул I (Иегуда, Jehudah, на иврит: יהודה; на старогръцки: Ἀριστόβουλος; на латински: Aristobulus I) е цар на Юдея от 104 до 103 пр.н.е. от династията Хасмонеи.

## Управление
Той наследява през 104 пр.н.е. баща си първосвещеника Йоан Хиркан I. Като пръв юдейски владетел след Вавилонския плен той взема титлата цар и управлява официално като първосвещеник и цар.
Според Йосиф Флавий той затваря майка си (понеже му конкурирала) и тримата си по-малки братя. Майка му умира в затвора. По-късно той нарежда убийството на по-големия си брат Антигон и от мъка малко след това също умира.